# Burgstall Lichteneck
Der Burgstall Lichteneck, auch Lichtenegg genannt, ist eine abgegangene Höhenburg auf dem Schlossberg, einem nach Nordosten gerichteten und 760 m ü. NHN hohen Ausläufer der Aidlinger Höhe. Die frühere Burg befindet sich nordöstlich 800 m nordöstlich der Pfarrkirche St. Georg in Aidling, einem Ortsteil der Gemeinde Riegsee im Landkreis Garmisch-Partenkirchen in Bayern. Die Anlage wird als Bodendenkmal unter der Aktennummer D-1-8233-0037 im Bayernatlas als „Burgstall des hohen und späten Mittelalters ("Lichtenegg")“ geführt. 

## Geschichte

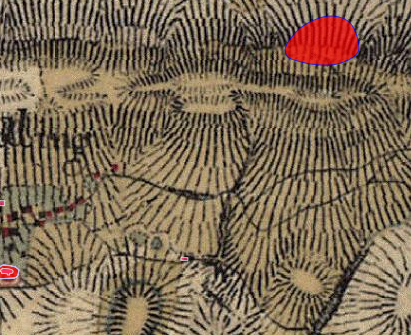
Lageplan von Burgstall Lichteneck auf dem Urkataster von Bayern

Die Burg wurde um 1250 von den Grafen von Eschenlohe als zweite Burg neben ihrem Stammsitz, der Burg Eschenlohe, zur Kontrolle der Salzstraße von Habach nach Murnau am Staffelsee erbaut. Sie benannten sich später auch als Grafen von Lichtenegg. Nachdem 1295 die Grafen von Eschenlohe ausgestorben waren, wurden die Herren von Iffeldorf Grafen von Eschenlohe. 1458 wurde die inzwischen verfallene Burg in einer Urkunde als Burgstall genannt.
Von der ehemaligen Burganlage sind nur noch der Burghügel und ein Graben erhalten. 